# Speedski-Weltmeisterschaften 2013
Die Speedski-Weltmeisterschaften 2013 wurden vom 19. bis zum 26. Januar 2013 im französischen Vars ausgetragen. Die Wettkämpfe fanden hier zum vierten Mal statt. Erfolgreichste Nation wurde Schweden mit vier Medaillen.

## Teilnehmer
| Europa (13 Länder)                                                              | Europa (13 Länder)                                                              | Europa (13 Länder) |
| ------------------------------------------------------------------------------- | ------------------------------------------------------------------------------- | ------------------ |
| - Deutschland - Frankreich - Finnland - Italien - Norwegen - Österreich - Polen | - Russland - Schweden - Schweiz - Spanien - Tschechien - Vereinigtes Königreich |                    |
| Amerika (1 Land)                                                                |                                                                                 |                    |
| - Kanada                                                                        |                                                                                 |                    |

## Programm
Programm der Weltmeisterschaft:
| Datum      | Uhrzeit       | Programm            |
| ---------- | ------------- | ------------------- |
| 20. Januar | Trainingslauf | Trainingslauf       |
| 20. Januar | 1. Lauf       |                     |
| 20. Januar | 17:30         | Eröffnungszeremonie |
| 21. Januar | 2. Lauf       | 2. Lauf             |
| 21. Januar | 3. Lauf       |                     |
| 22. Januar | 4. Lauf       | 4. Lauf             |
| 22. Januar | 5. Lauf       |                     |
| 23. Januar | 6. Lauf       | 6. Lauf             |
| 23. Januar | 7. Lauf       |                     |
| 24. Januar | 8. Lauf       | 8. Lauf             |
| 24. Januar | 9. Lauf       |                     |
| 25. Januar | 10. Lauf      | 10. Lauf            |
| 25. Januar | Halbfinallauf |                     |
| 26. Januar | 10:00         | Finallauf           |
| 26. Januar | 13:15         | Medaillenvergabe    |
| 26. Januar | 13:30         | Abschlussfeier      |

## Medaillenspiegel
| Platz | Nation      | Gold | Silber | Bronze | Gesamt |
| ----- | ----------- | ---- | ------ | ------ | ------ |
| 01    | Schweden    | 2    | 1      | 1      | 4      |
| 02    | Italien     | 2    | 1      | —      | 3      |
| 03    | Schweiz     | 1    | —      | —      | 1      |
| 03    | Norwegen    | 1    | —      | —      | 1      |
| 05    | Frankreich  | —    | 3      | 4      | 7      |
| 06    | Österreich  | —    | 1      | —      | 1      |
| 07    | Deutschland | —    | —      | 1      | 1      |
| Total | Total       | 6    | 6      | 6      | 18     |

## Strecke
Sämtliche Wettbewerbe fanden auf der Piste Chabrière statt.
| Streckenname               | Chabrière |
| Seehöhe Start              | 2720 m    |
| Seehöhe Ziel               | 2285 m    |
| Höhendifferenz             | 435 m     |
| Streckenlänge gesamt       | 1200 m    |
| Streckenlänge Wertung      | 670 m     |
| max. Gefälle               | 0098 %    |
| Durchschnittliches Gefälle | 0055 %    |

## Ergebnisse Herren

### S1
| Platz | Land | Sportler             | Geschwindigkeit (km/h) |
| ----- | ---- | -------------------- | ---------------------- |
| 01    | ITA  | Simone Origone       | 240,00                 |
| 02    | FRA  | Bastien Montes       | 236,61                 |
| 03    | FRA  | Simon Billy          | 233,98                 |
| 04    | ITA  | Ivan Origone         | 240,00                 |
| 05    | FRA  | Louis Billy          | 233,98                 |
| 06    | SUI  | Philippe May         | 236,02                 |
| 07    | AUT  | Klaus Schrottshammer | 229,30                 |
| 08    | CZE  | Radek Cermak         | 227,43                 |
| 09    | RUS  | Nikolay Pimkin       | 227,09                 |
| 10    | SWE  | Christian Jansson    | 221,67                 |
| …     |      |                      |                        |
| 19    | SUI  | Ismaël Devenes       | 202,89                 |
| 22    | AUT  | Andreas Nussbaumer   | 195,20                 |
| 25    | AUT  | Stephan Schmid       | 172,24                 |

Titelverteidiger:  Simone Origone
28 Fahrer in der Wertung

### SDH
| Platz | Land | Sportler                | Geschwindigkeit (km/h) |
| ----- | ---- | ----------------------- | ---------------------- |
| 01    | SUI  | Gregory Meichtry        | 207,4                  |
| 02    | AUT  | Günther Foidl           | 201,66                 |
| 03    | SWE  | Sebastian Lindblom      | 199,96                 |
| 04    | GBR  | Marc Poncin             | 195,38                 |
| 05    | AUT  | Gerhard Peer            | 195,29                 |
| 06    | CZE  | Zdenek Bartos           | 192,54                 |
| 06    | FRA  | Charles Edouard Queyras | 192,54                 |
| 08    | SUI  | Michel Goumoens         | 192,15                 |
| 09    | AUT  | Markus Münzer           | 191,17                 |
| 10    | FRA  | Mathieu Sage            | 190,52                 |
| 11    | AUT  | Josef Stangl            | 190,24                 |
| …     |      |                         |                        |
| 13    | GER  | Reinhard Amann          | 184,66                 |
| 14    | GER  | Daniel Schöll           | 184,04                 |
| 18    | AUT  | Herbert Fallmann        | 172,47                 |
| 22    | AUT  | Friedrich Reinbacher    | 165,19                 |

Titelverteidiger:  Markus Münzer
23 Fahrer in der Wertung

### SDH Junior
| Platz | Land | Sportler         | Geschwindigkeit (km/h) |
| ----- | ---- | ---------------- | ---------------------- |
| 01    | SWE  | Erik Backlund    | 174,17                 |
| 02    | ITA  | Stefano Zancardi | 169,33                 |
| 03    | GER  | Marc Amann       | 167,82                 |
| 04    | ITA  | Matteo Viana     | 167,43                 |
| 05    | FRA  | Robin Portal     | 167,30                 |
| 06    | FRA  | Emmeric Mabit    | 165,99                 |
| 07    | SUI  | Kevin Monay      | 165,74                 |
| 08    | AUT  | Armin Stangl     | 165,38                 |
| 09    | SUI  | Kilian Tournier  | 162,64                 |

Titelverteidiger:  Erik Backlund
Neun Fahrer in der Wertung

## Ergebnisse Damen

### S1
| Platz | Land | Sportler               | Geschwindigkeit (km/h) |
| ----- | ---- | ---------------------- | ---------------------- |
| 01    | NOR  | Liss-Anne Pettersen    | 221,63                 |
| 02    | SWE  | Sanna Tidstrand        | 220,93                 |
| 03    | FRA  | Karine Dubouchet Revol | 219,22                 |
| 04    | SWE  | Lisa Hovland-Udén      | 211,68                 |
| 05    | SWE  | Linda Baginski         | 209,31                 |
| 05    | FRA  | Jennifer Romano        | 191,43                 |
| 07    | SWE  | Hanna Matslofva        | 176,40                 |

Titelverteidiger:  Karine Dubouchet Revol
Sieben Fahrerinnen in der Wertung

### SDH
| Platz | Land | Sportler           | Geschwindigkeit (km/h) |
| ----- | ---- | ------------------ | ---------------------- |
| 01    | ITA  | Valentina Greggio  | 198,35                 |
| 02    | FRA  | Célia Martinez     | 184,10                 |
| 03    | FRA  | Audrey Passet      | 183,12                 |
| 04    | AUT  | Cornelia Seebacher | 175,83                 |

Titelverteidiger:  Anne-Caroline Chausson
Vier Fahrerinnen in der Wertung

### SDH Junior
| Platz | Land | Sportler          | Geschwindigkeit (km/h) |
| ----- | ---- | ----------------- | ---------------------- |
| 01    | SWE  | Britta Backlund   | 169,52                 |
| 02    | FRA  | Tiphaine Beaumont | 167,45                 |
| 03    | FRA  | Justine Theillet  | 165,44                 |
| 04    | FRA  | Morane Theillet   | 158,69                 |
| 05    | FRA  | Betty Jechoux     | 149,55                 |

Titelverteidiger:  Sara Niemi
Fünf Fahrerinnen in der Wertung